# Karl Eduard Strandmann
Karl Eduard Strandmann (* 17. Mai 1867 in Lidköping, Schweden; † 14. April 1946 in Värmdö, Schweden) war ein schwedischer Architekt, der nach Studium und kurzer beruflicher Tätigkeit in einem Architektenbüro in Sundsvall von 1890 bis 1892 von 1893 an im damaligen Russischen Reich tätig war mit Wohnsitz in Liepāja, Gouvernement Kurland, ab 1918 Lettland. Hier war er zunächst am Um- und Neubau der Kathedrale St. Josef beteiligt (1894–1900) und errichtete später das heutige Stadttheater (1912–1915) sowie die Martin-Luther-Kirche (1914–1934). Nach der Besetzung Lettlands durch die Rote Armee 1940 kehrte Strandmann nach Schweden zurück, wo er 1946 verstarb.
Karl Eduard Strandmann hat auf dem Gebiet der heutigen Republiken Litauen und Lettland eine Reihe katholischer Kirchen überwiegend in neugotischer Backsteinbauweise entworfen. Eine Besonderheit vieler seiner Bauten ist die Verwendung der Form eines lateinischen Kreuzes mit einer Rosette über dem Eingang und zwei seitlichen Türmen. Von K. E. Strandmann stammen insgesamt rund 30 kirchliche Projekte, die Urheberschaft vieler davon ist jedoch nicht dokumentiert.
Da Strandmann im Russischen Reich Ausländer war, mussten die Arbeiten von lokalen Architekten des Gouvernements Kaunas überwacht werden, größtenteils unter der Aufsicht des Ingenieur-Architekten Nikolai Andrejev.

## Projekte
- 1893 Friedhof von Kretinga, Tiškevičius-Kapelle
- 1896–1904 Gruzdžiai, Heilige Jungfrau Maria Dreifaltigkeitskirche
- 1897–1907 Palanga, Mariä-Himmelfahrt-Kirche
- 1900 Kuliai, Bischof-Stanislaus-Kirche
- 1901–1905 Švėkšna, Kirche des Apostels Jakobus
- 1901–1907 Jurbarkas, Jungfrau Maria Dreifaltigkeitskirche
- 1901–1908 Vilkija, St.-Georgs-Kirche
- 1902–1911 Žiobiškis (Rajongemeinde Rokiškis), Kirche des Erzengels Michael
- 1902–1933 Plunge, St. Johannes der Täufer-Kirche
- 1904 Ylakiai, Friedhofskapelle
- 1904–1906 Jelgava, Katholische St. Georgskirche, heutige Kathedrale der unschuldigen Jungfrau Maria (Bezvainīgās jaunavas Marijas katedrāle) des Bistums Jelgava
- 1901–1912 Kelmė, Mariä-Himmelfahrts-Kirche
- 1902–1914 Ramygala, St.-Johannes-der-Täufer-Kirche
- 1903–1912 Alanta, Kirche des Apostels Jakobus
- 1906–1911 Salantai, Mariä-Himmelfahrt-Kirche
- 1907–1912 Akmenė, Annenkirche (Akmenė)
- 1908–1915 Višķi (Bezirk Daugavpils), Römisch-katholische Kirche des hl. Johannes des Täufers
- 1912–1915 Liepāja, Stadttheater
- 1914–1934 Liepāja, Evang.-luth. Martin-Luther-Kirche[1]

## Galerie

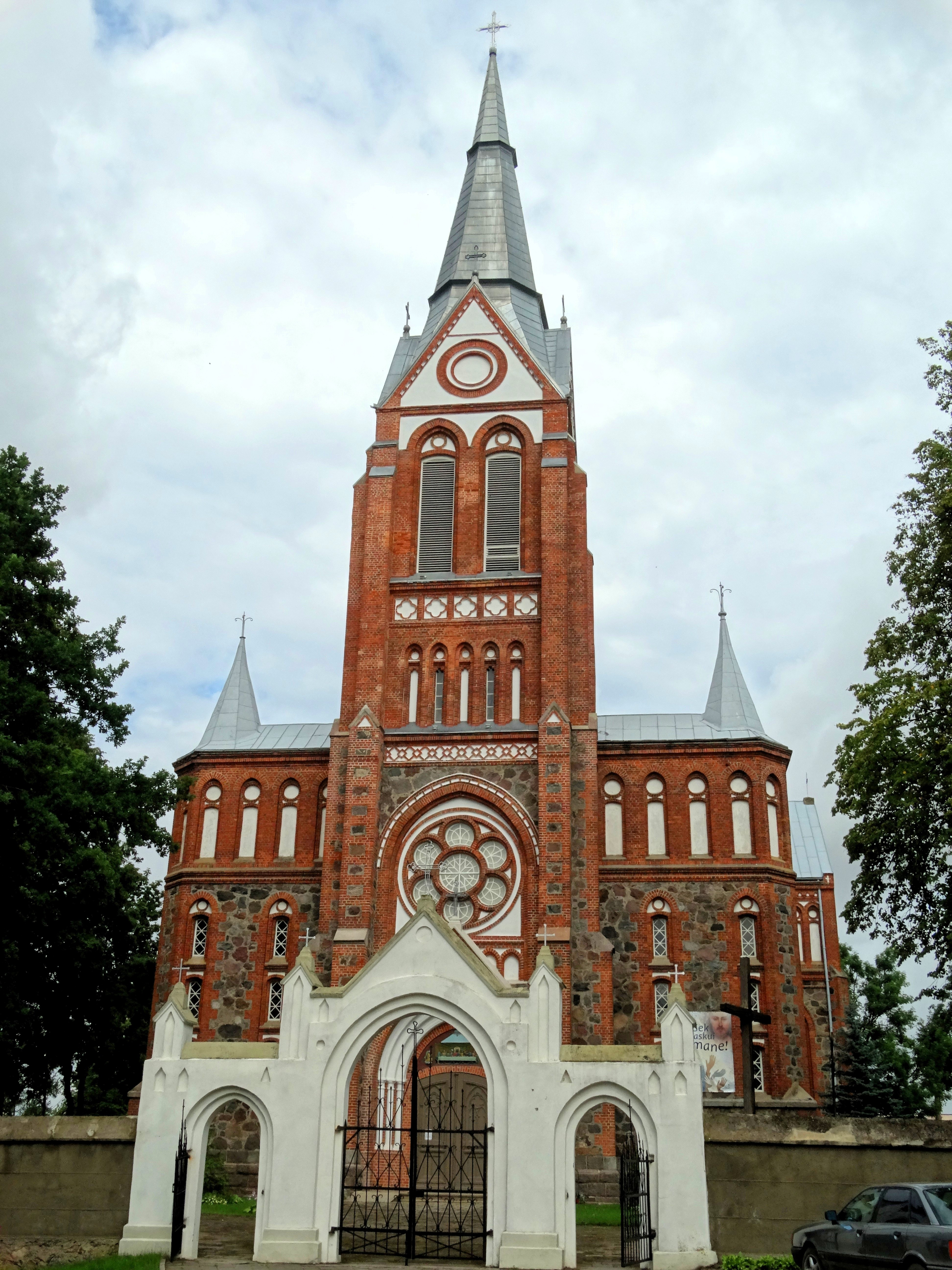
Kirche in Akmenė
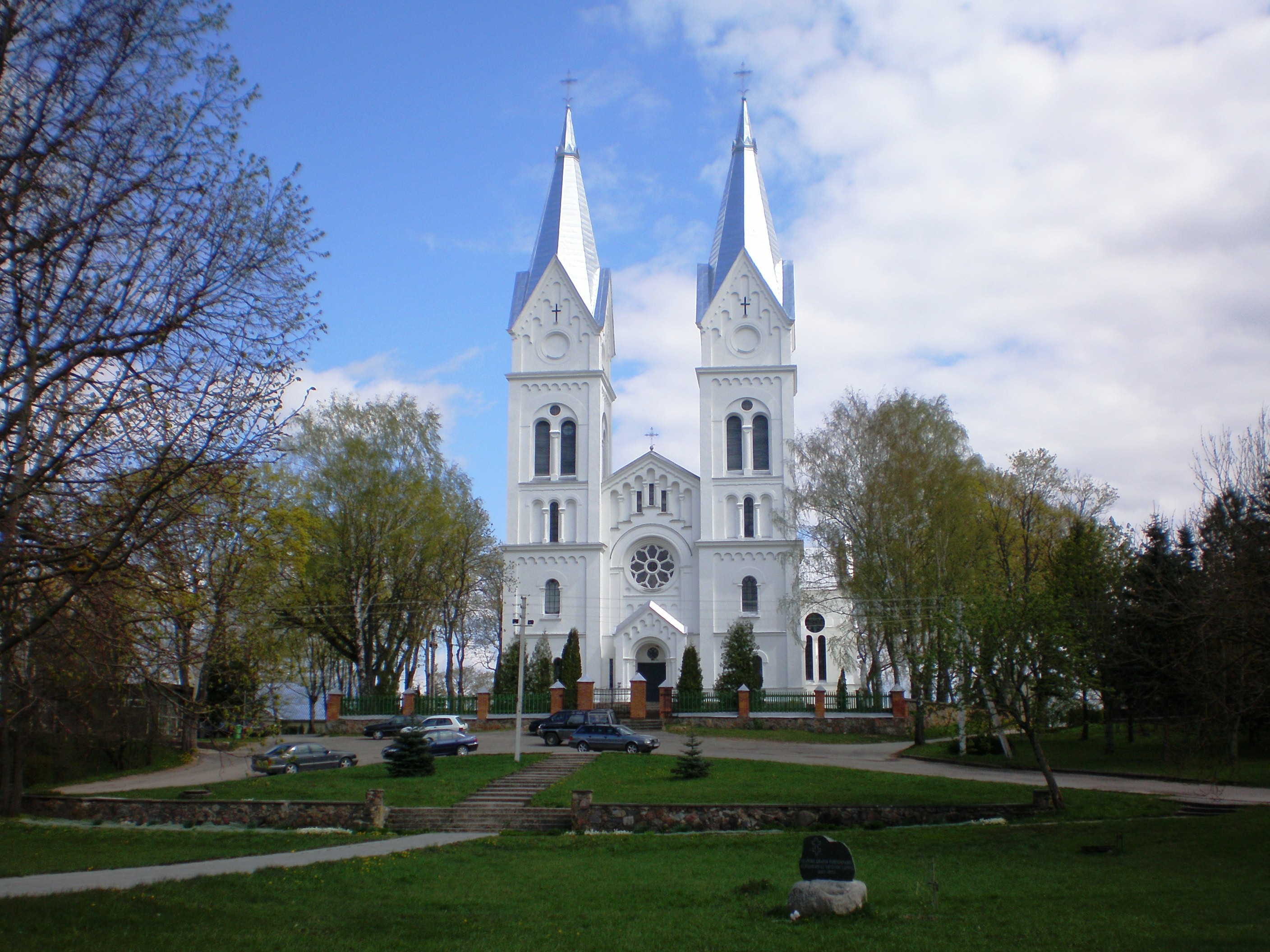
Kirche in Alanta
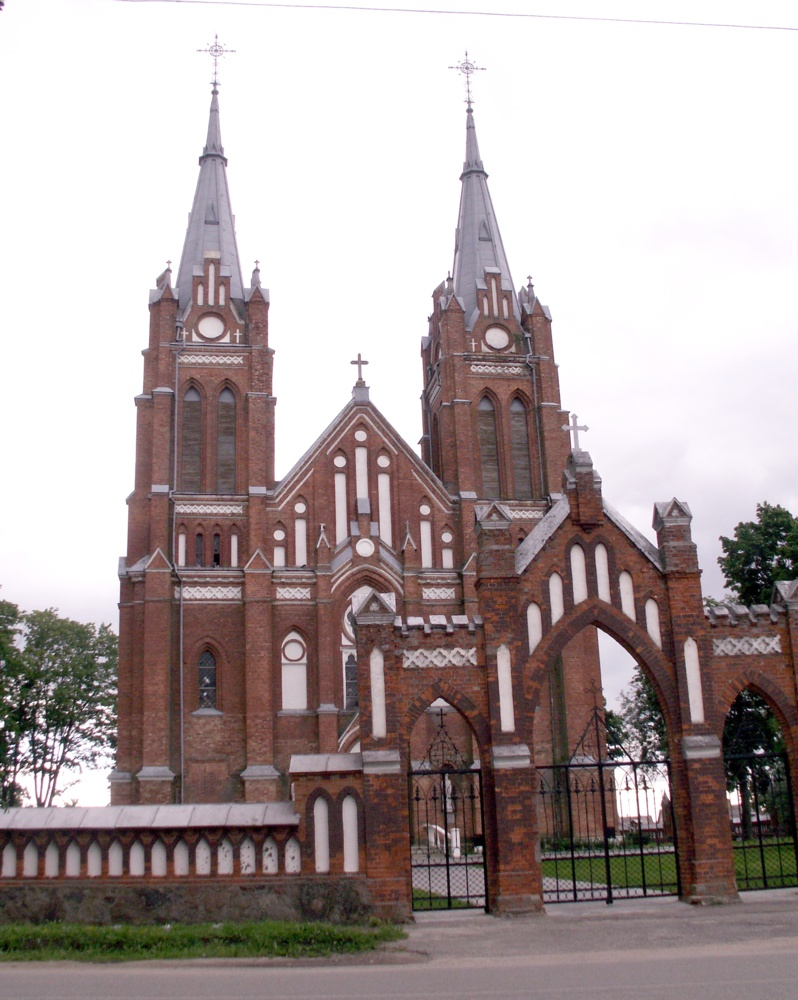
Kirche in Gruzdžiai
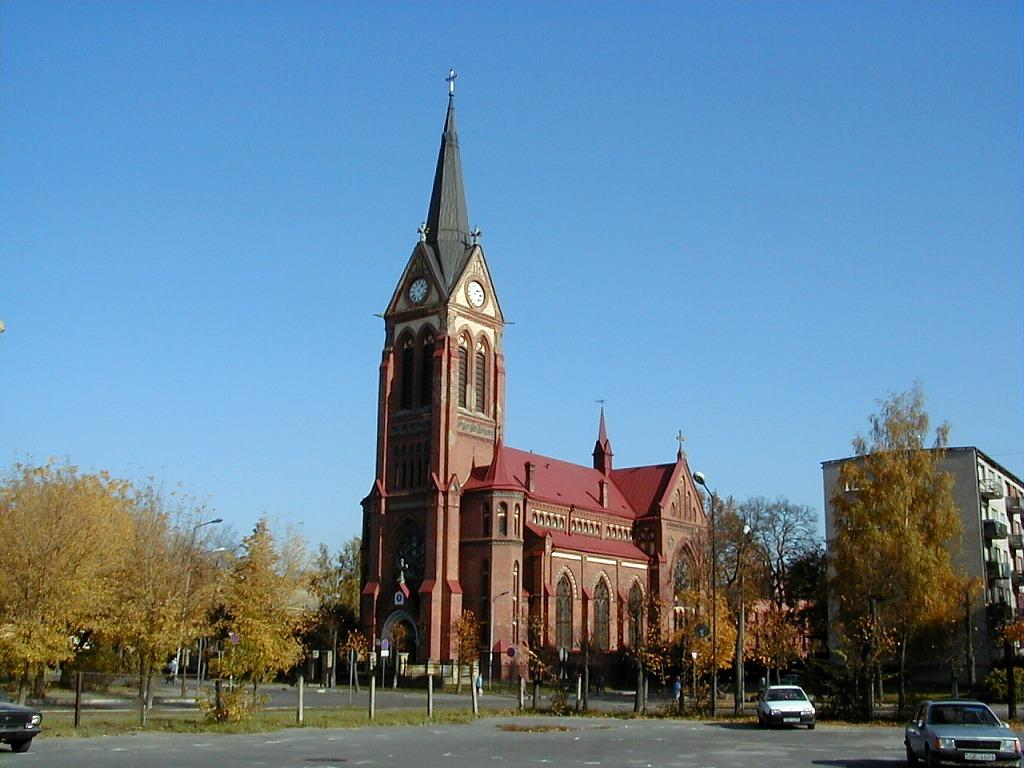
Katholische Kathedrale in Jelgava
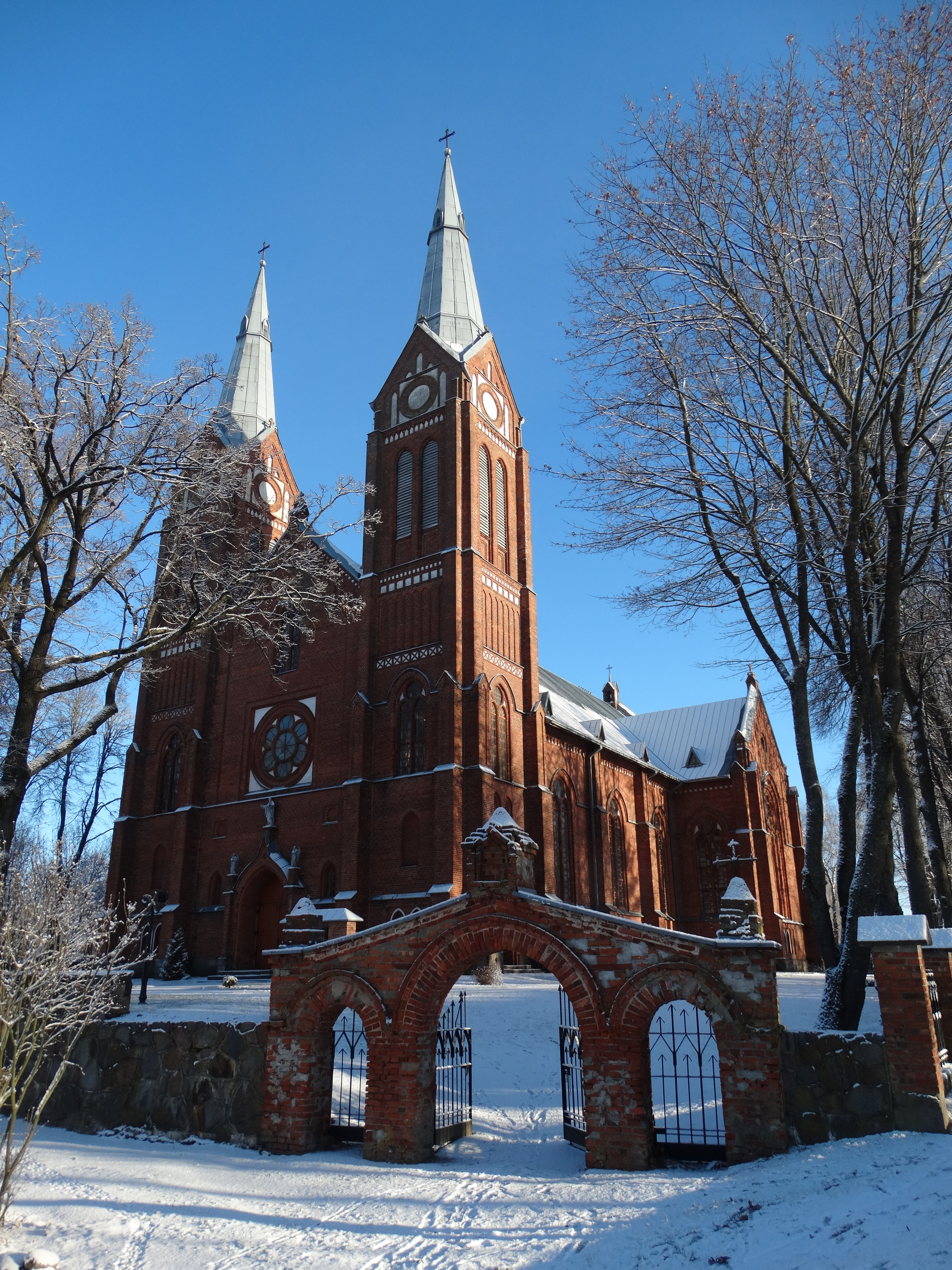
Kirche in Jurbarkas
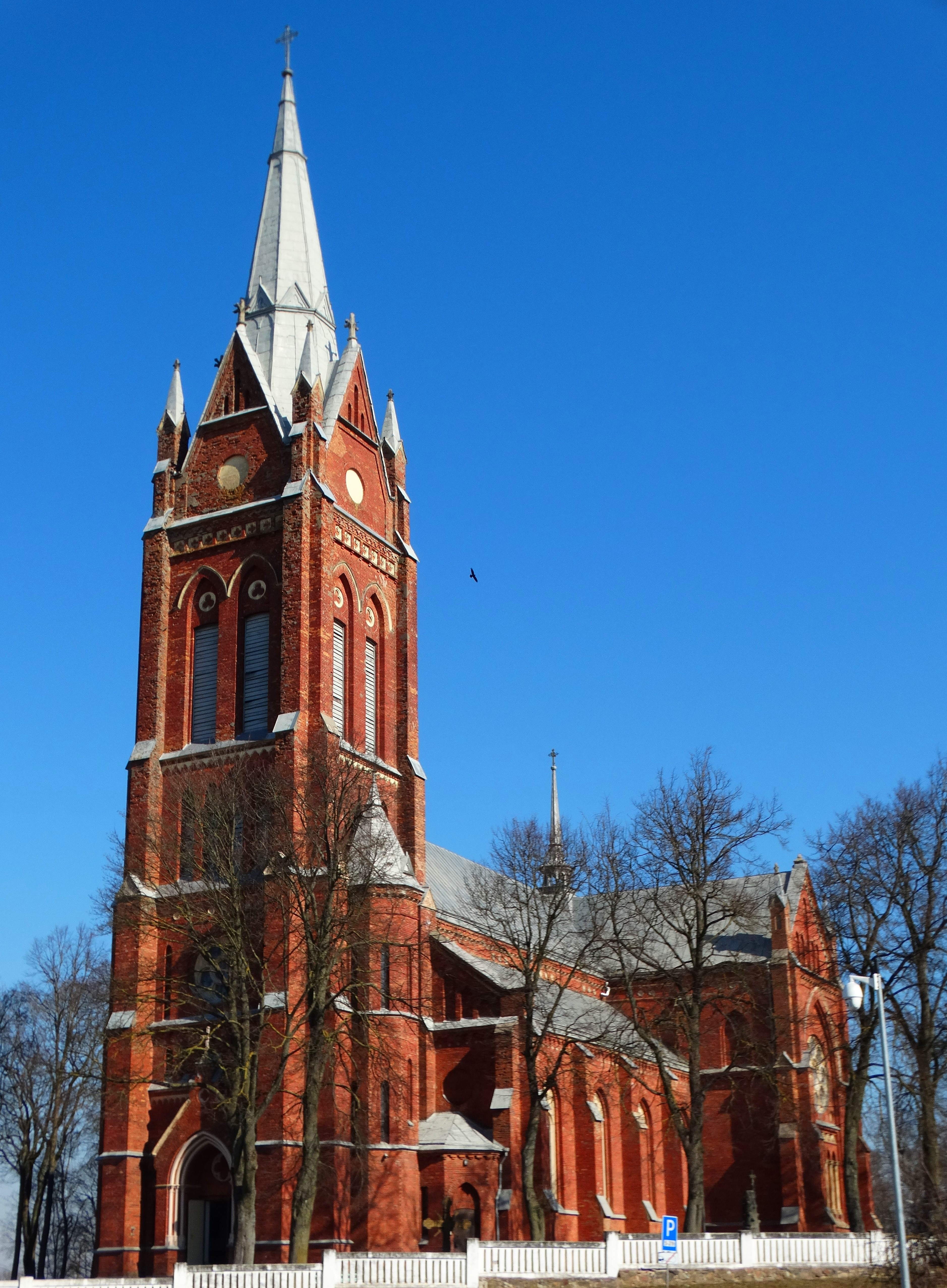
Kirche in Kelmė
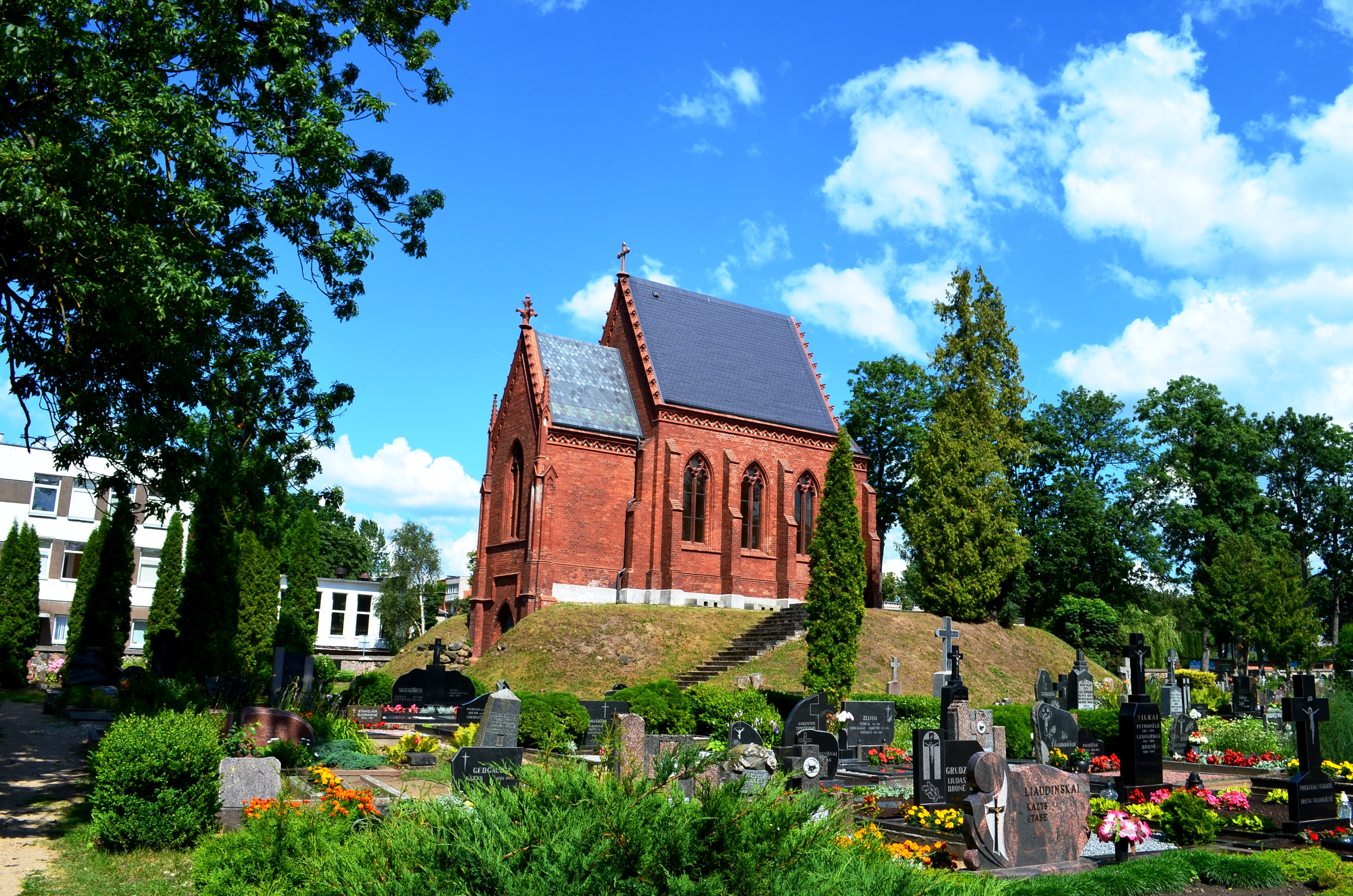
Friedhofskapelle in Kretinga
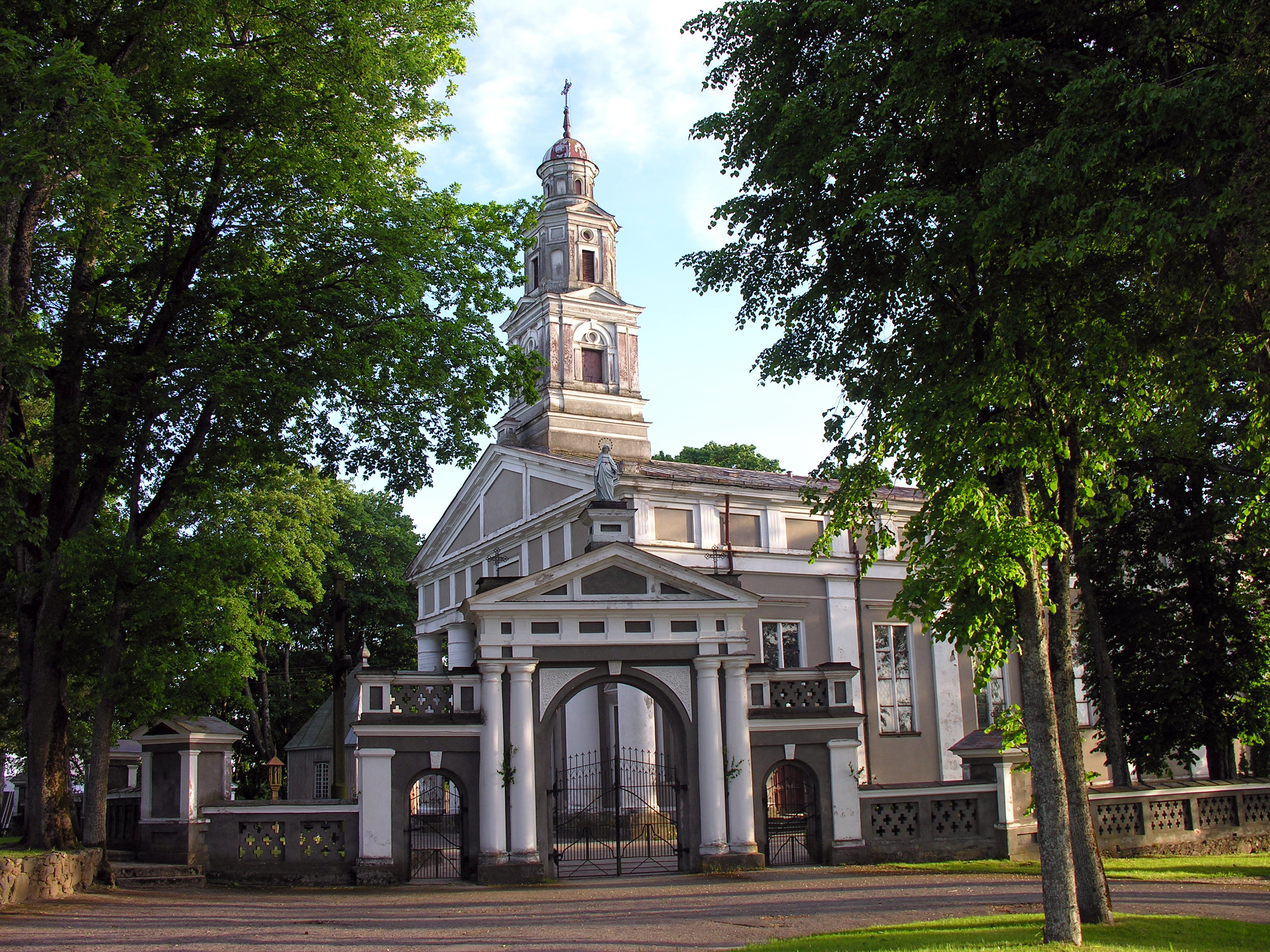
Kirche in Kuilai
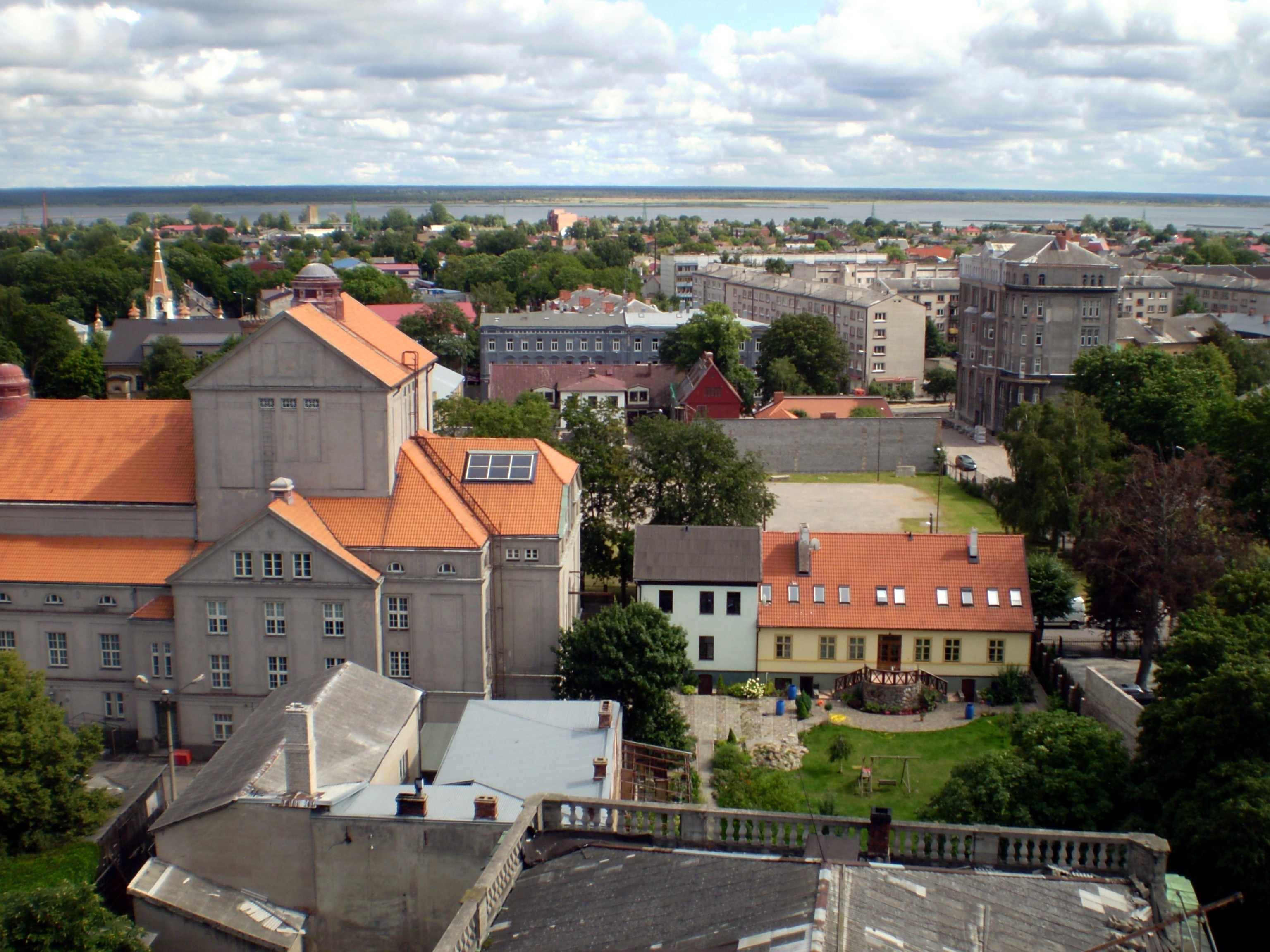
Stadttheater Liepāja
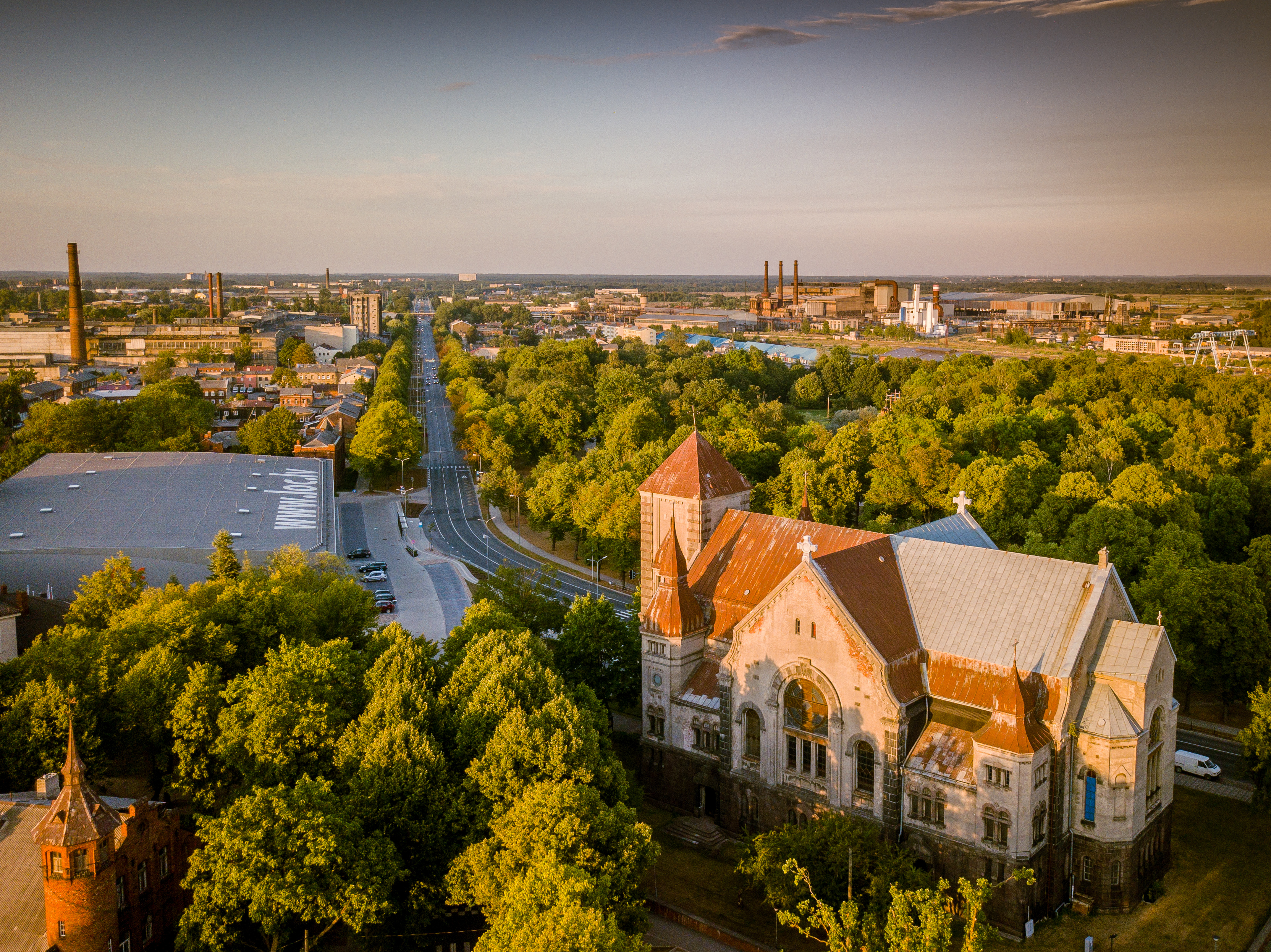
Martin-Luther-Kirche Liepāja
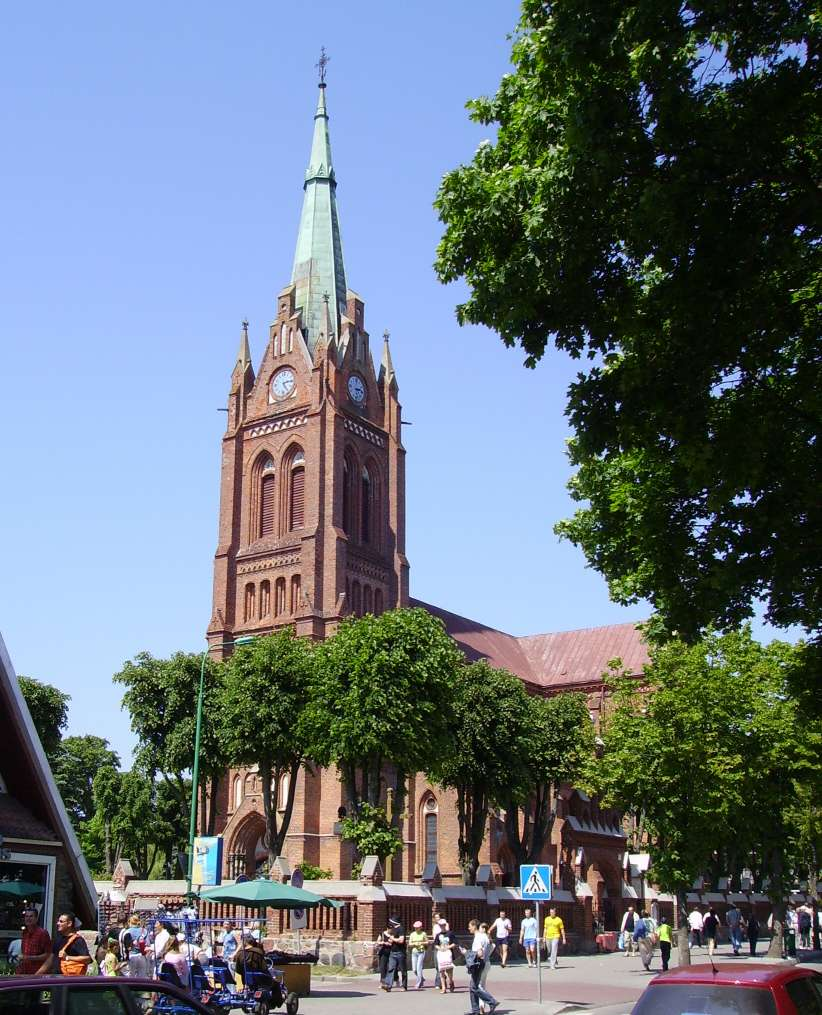
Kirche in Palanga
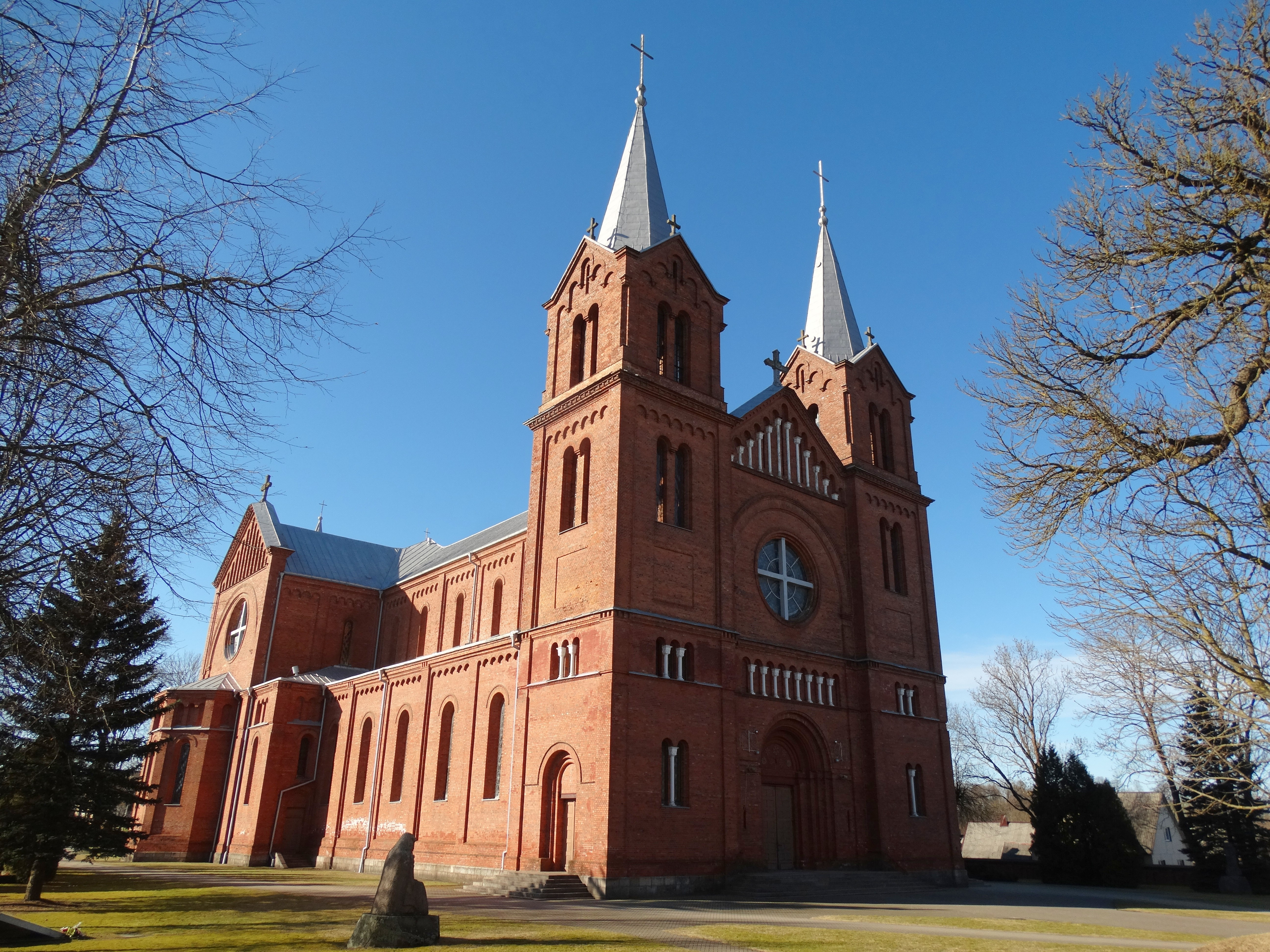
Kirche in Plunge
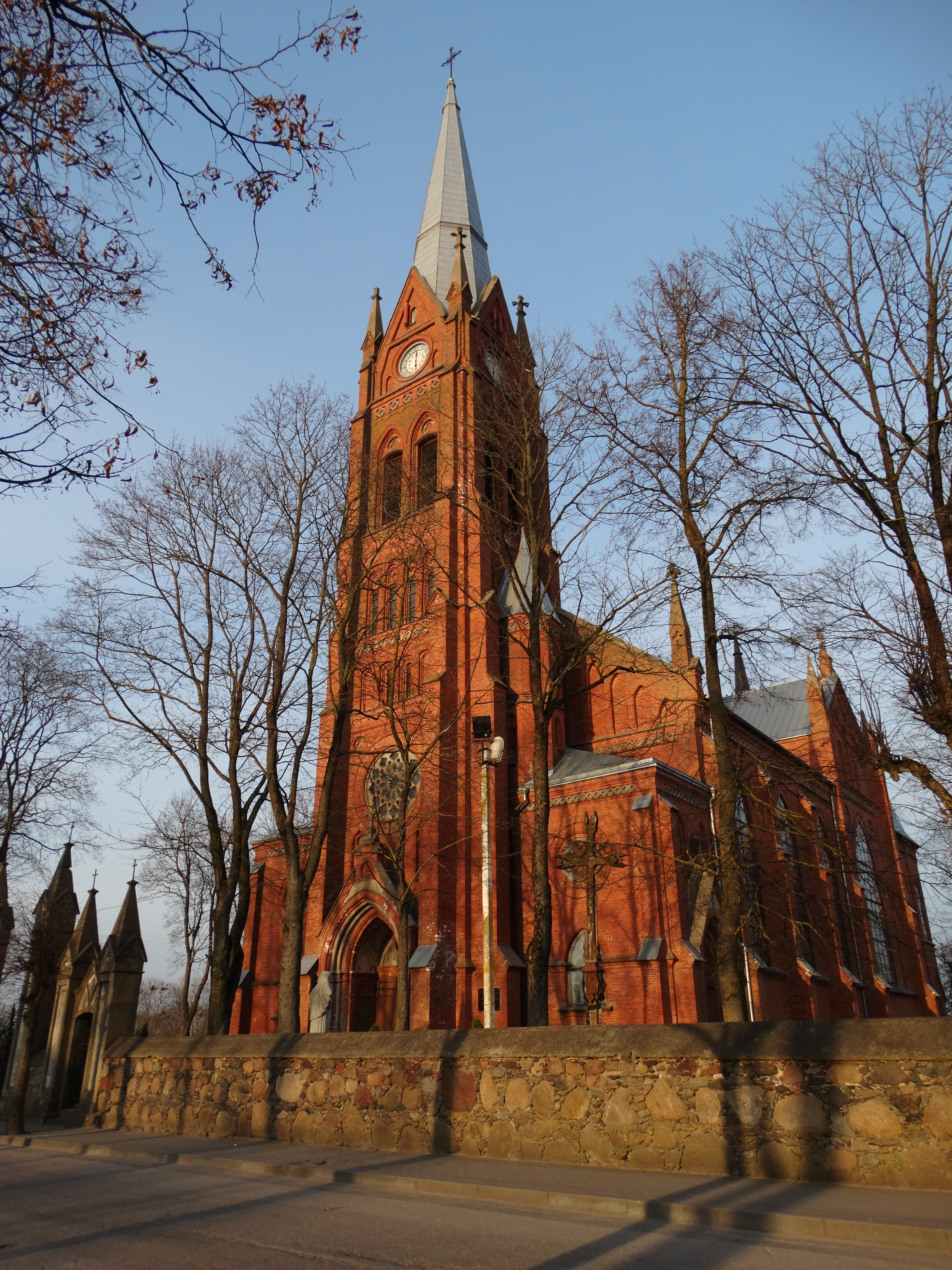
Kirche in Ramygala
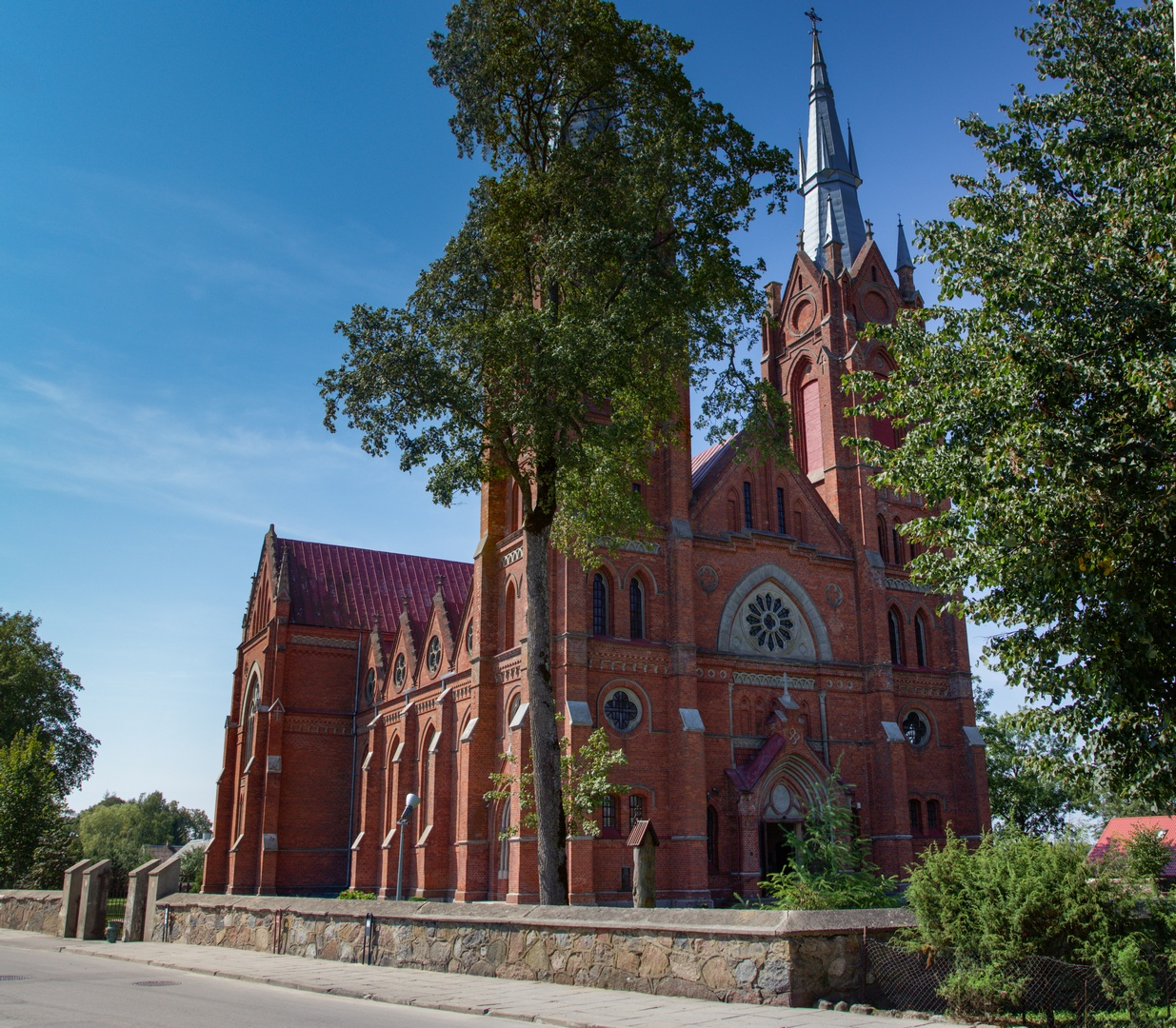
Kirche in Salantai
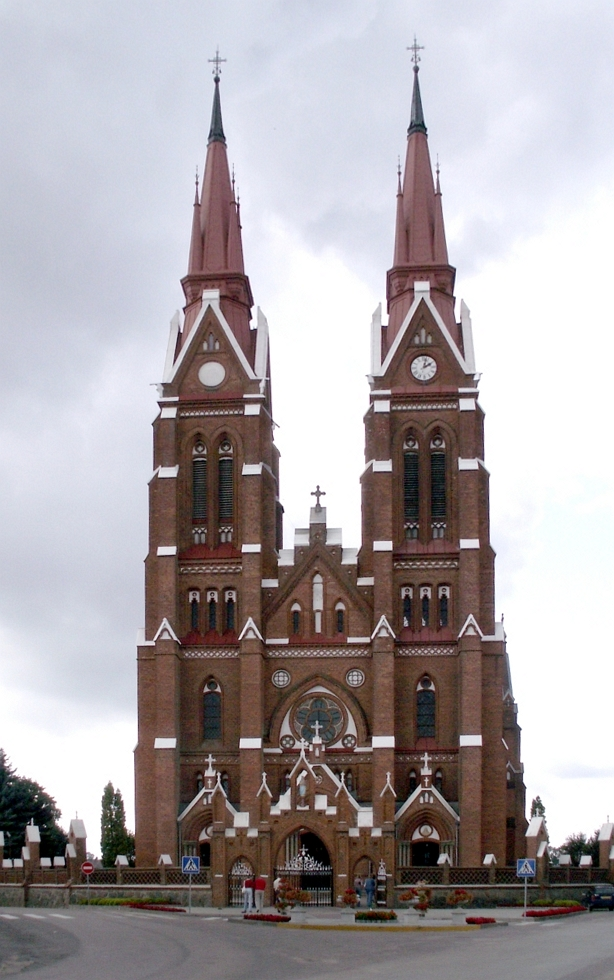
Kirche in Švėkšna
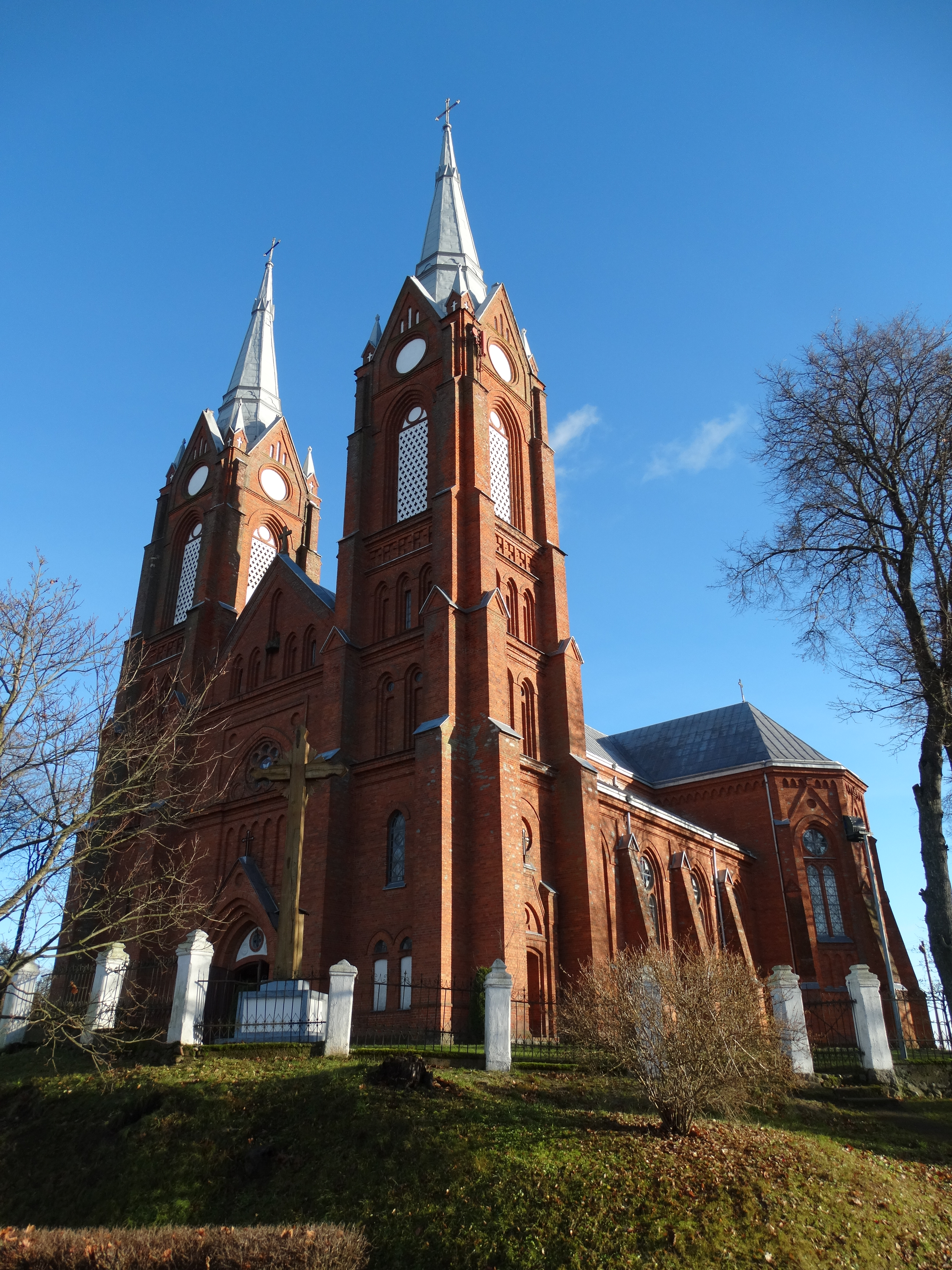
Kirche in Vilkija
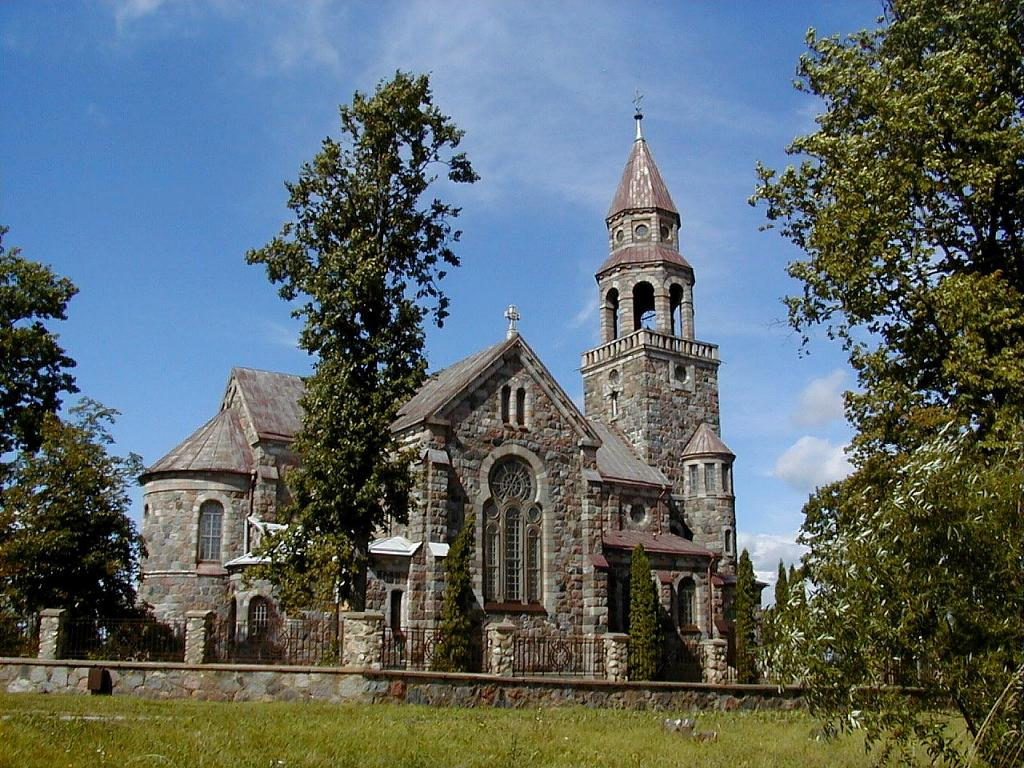
Kirche in Višķi
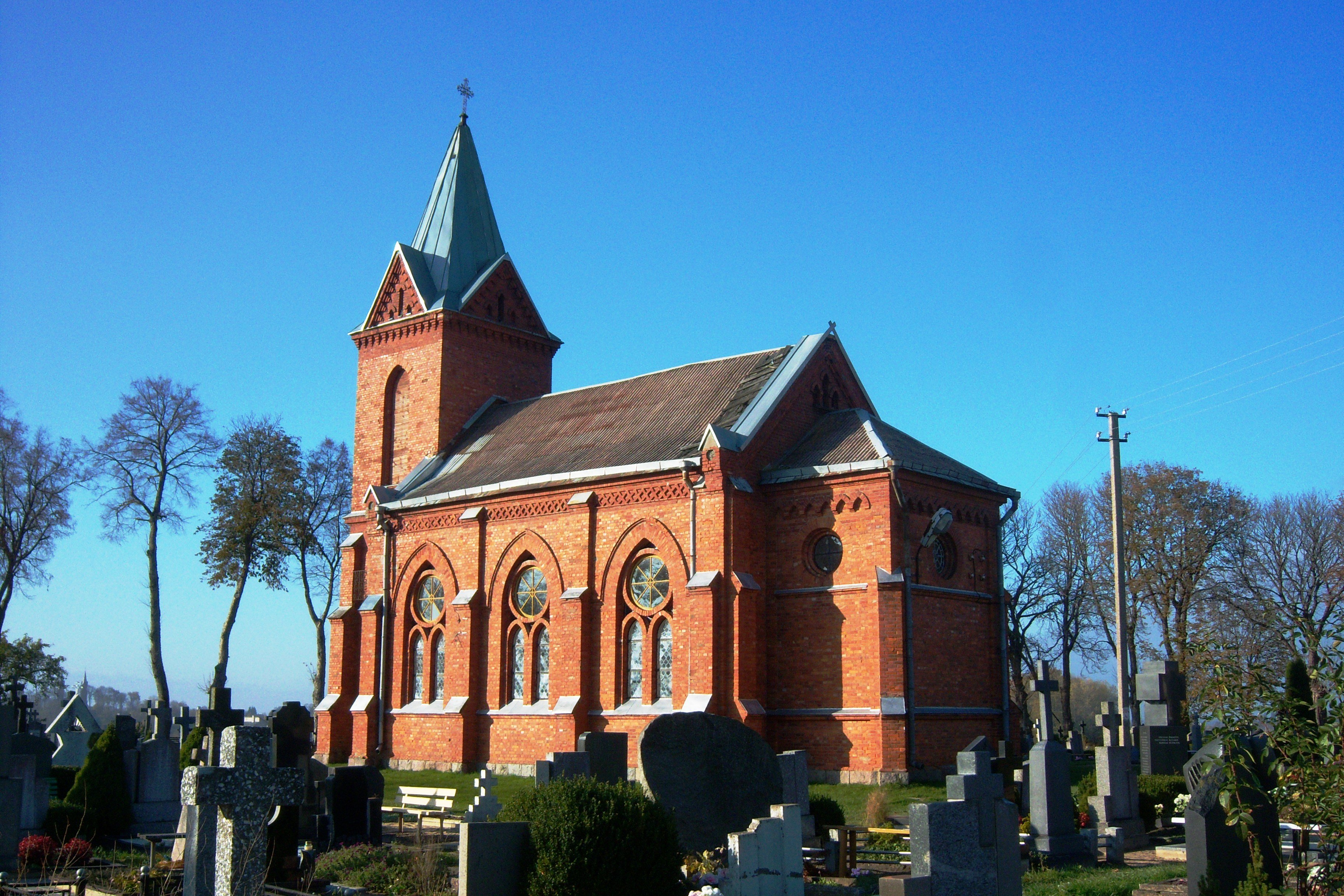
Kirche in Ylakiai
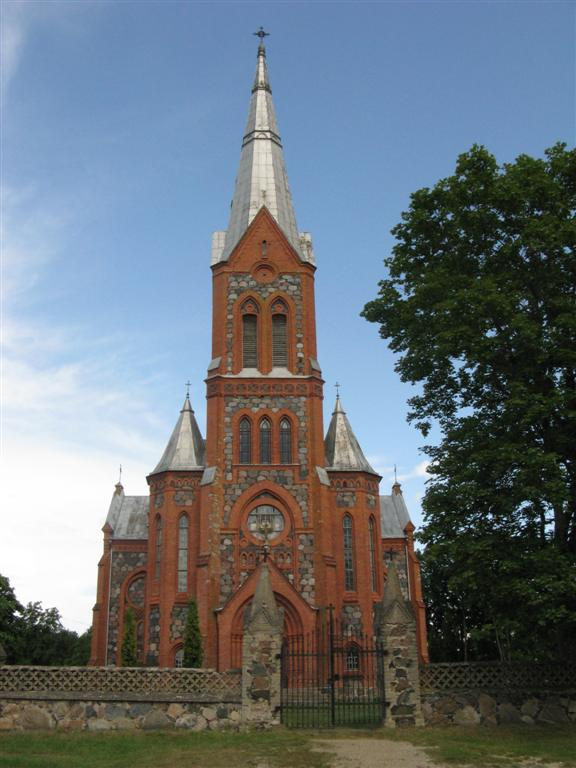
Kirche n Žiobiškis

## Nachweise
- Henning Repetzky – Carl Edvard Strandman – Ein schwedischer Architekt in Libau/Liepäja – Acta Academiaeartium Vilnensis | 45 – 2007